# Mariem Alaoui Selsouli
Pour les articles homonymes, voir Alaoui.
Mariem Alaoui Selsouli, (arabe:مريم علوي سلسولي), née le 8 juillet 1984 à Marrakech, est une athlète marocaine, évoluant sur demi-fond.

## Biographie

### Carrière d'athlète
Absente de la finale du 1 500 m des championnats du monde d'athlétisme 2009 à Berlin, Mariem Alaoui Selsouli a annoncé elle-même, le 23 août 2009, avoir subi un contrôle antidopage positif. Elle est suspendue deux ans par l'IAAF du 22 août 2009 au 21 août 2011.
Mariem Selsouli descend pour la première fois de sa carrière sous les 4 minutes sur 1 500 m début juillet 2012 à l'occasion du Meeting Areva. Elle s'impose en 3 min 56 s 15, devant Aslı Çakır Alptekin mais les performances de ses 2 athlètes seront annulées pour infraction des règles antidopage.
L’athlète marocaine est privée des Jeux olympiques de Londres, dont elle était une des favorites du 1 500 m, après avoir été contrôlée positive à un diurétique début juillet, lors du meeting d’athlétisme de Paris-Saint-Denis, où elle avait établi le 6 juillet la meilleure performance mondiale (MPM) de l’année sur 1 500 m, en 3 min 56 s 15/100e. L’athlète de Marrakech avait pour l’occasion abaissé son record personnel de quatre secondes et demie, une amélioration étonnante à ce niveau. Elle pouvait s'aligner sur 1 500 et 5 000 m. Elle est finalement suspendue pour huit ans à compter de juillet 2012.

## Palmarès
| Date | Compétition                    | Lieu     | Résultat | Épreuve |
| ---- | ------------------------------ | -------- | -------- | ------- |
| 2001 | Championnats du monde jeunesse | Debrecen | 5e       | 3 000 m |
| 2002 | Championnats du monde juniors  | Kingston | 5e       | 1 500 m |
| 2002 | Championnats du monde juniors  | Kingston | 2e       | 3 000 m |
| 2005 | Universiade                    | İzmir    | 10e      | 1 500 m |
| 2005 | Universiade                    | İzmir    | 5e       | 5 000 m |
| 2006 | Championnats du monde en salle | Moscou   | 6e       | 3 000 m |
| 2006 | Championnats d'Afrique         | Bambous  | 5e       | 5 000 m |
| 2007 | Championnats du monde          | Osaka    | 5e       | 1 500 m |
| 2008 | Championnats du monde en salle | Valence  | 3e       | 3 000 m |
| 2012 | Championnats du monde en salle | Istanbul | 2e       | 1 500 m |

### Records
| Épreuve      | Épreuve | Performance    | Lieu      | Date              |
| ------------ | ------- | -------------- | --------- | ----------------- |
| En plein air | 1 500 m | 4 min 00 s 77  | Bruxelles | 16 septembre 2011 |
| En plein air | 3 000 m | 8 min 29 s 52  | Monaco    | 25 juillet 2007   |
| En plein air | 5 000 m | 14 min 36 s 52 | Rome      | 13 juillet 2007   |
| En salle     | 1 500 m | 4 min 03 s 67  | Liévin    | 14 février 2012   |
| En salle     | 3 000 m | 8 min 35 s 86  | Valence   | 9 février 2008    |